# Свети Атанасий (Сармусакли)
Вижте пояснителната страница за други значения на Свети Атанасий.
„Свети Атанасий“ (на гръцки: Αγίου Αθανασίου) е късновъзрожденска православна църква в сярското село Сармусакли (Пендаполи), Егейска Македония, Гърция. Част е от Сярската и Нигритска епархия на Вселенската патриаршия. Църквата е енорийски храм на селото.
Църквата е построена в 1909 година в центъра на селото на мястото на по-малък стар храм със същото име. Инициативата за изграждането му идва в 1908 година от митрополит Григорий Серски. За един ден са събрани 4000 златни лири. Старият храм е разрушен и на 8 септември 1909 година митрополит Григорий освещава основния камък на новия. Строителството е под ръкодвоството на италианския архитект Джузепе и гръцките инженери Костис и Хадзимихалис. В архитектурно отношение църквата е във византийски стил - кръстокуполна базилика. Храмът е осветен на 24 април 1911 година от митрополит Агатангел Драмски, тъй като Апостол Серски е в Атина.
В енорията на храма влизат църквите „Света Варвара“, „Свети Георги“, „Света Параскева“, „Свети Николай“ и „Свети Илия“.